# Эстонская дружина школьников
Эсто́нская дружи́на шко́льников (ЭДШ) (эст. Eesti Õpilasmalev, Eesti Õpilaste Malev (EÕM)) — молодёжная организация, действовавшая в Эстонской ССР под эгидой Всесоюзного ленинского коммунистического союза молодёжи. Отряды ЭДШ в летний период работали за плату в хозяйствах Эстонии, союзных республик и некоторых социалистических стран.

## Формат организации
Членами дружины на добровольной основе были 11−18-летние школьники (с 1980 года — 15–18-летние). Организация имела формат летнего пионерского лагеря, особенностью которого было объединение трудового воспитания и активного досуга. Дружину также называли лагерем труда и отдыха, молодёжным лагерем, трудовым лагерем и т.п.
В течение долгого периода существования ЭДШ сформировался целый ряд присущих этой организации традиций: единая символика (форменная одежда, нагрудные значки, вымпелы, эмблемы, флаги), отрядные песни, ритуал «посвящения» новых членов отрядов, сборы по окончании лета, республиканские слёты отрядов ЭДШ и др.
С 1967 года в отрядную форму входила сине-зелёная рубашка и брюки, в 1970-х годах была красно-синяя форма, в 1980-е годы — футболка, красная рубашка и чёрные брюки (у девушек — синяя юбка), в конце 1980-х — голубая рубашка и брюки.

## Начало
Одной из причин создания ЭДШ, так же как и всесоюзной дружины, и Эстонской студенческой строительной дружины, было то обстоятельство, что некоторые отрасли в Советском Союзе, и среди них — сельское хозяйство, даже через 20 лет после окончания войны испытывали нехватку рабочей силы. Для снижения остроты этой проблемы применялись сезонные работы школьников, например, на уборке картофеля, и движение это было всесоюзным.
Первый двухмесячный лагерь труда и отдыха для 50 школьников организовал летом 1964 года Нарвский городской комитет  ЛКСМ Эстонии. В 1965 году такие же лагеря были созданы в Нарве, Таллине и Кохтла-Ярве. Кроме того, в июле того же года был организован 10-дневный рабочий лагерь школьников в деревне Сипелга. Основными видами работ были расчистка и прополка полей колхоза «Кехра». Летом следующего года такие же отряды были созданы в посёлках Хабая, Адавере и Вийратси.
Летом 1966 года в колхозах «Хийу Калур» («Хийуский рыбак»), «Сыпрус» («Дружба») и «Раху ээст» («За мир») и в совхозе «Путкасте» работали 68 учеников старших классов из разных средних школ Эстонии. Они называли себя «корчагинцами» по фамилии главного героя повести Николая Островского «Как закалялась сталь» Павла Корчагина. Трудовой лагерь организовал инструктор по комсомольской работе Рейн Тальмет (Rein Talmet). 1966 год стал неофициально считаться годом основания Эстонской дружины школьников.
Инициативу создания трудовых отрядов школьников поддержали в Министерстве сельского хозяйства Эстонской ССР, Министерстве лесного хозяйства ЭССР, Министерстве охраны природы ЭССР, Министерстве образования ЭССР, Совете профсоюзов ЭССР и Центральном комитете ЛКСМЭ. 17 февраля 1967 года бюро ЦК ЛКСМЭ приняло решение создать Эстонскую трудовую дружину школьников (эст. Eesti Õpilaste Töömalev (EÕT)), которая в конце 1969 года была переименована в Эстонскую дружину школьников.

## Руководство и структура
В первые годы существования ЭДШ действовал принцип, что дружиной должны руководить сами школьники. Для координации и помощи в отряды ЭДШ назначались студенты последних курсов Тартуского государственного университета или Таллинского педагогического института, отслужившие в армии или отработавшие в студенческой строительной дружине. Штаб отряда состоял из школьников и избирался самими членами отряда. С 1979 года организация стала строиться по парамилитарному принципу: командир, комиссар и штаб с начальником штаба. Началась аттестация командиров и комиссаров.
Численность аттестованных командиров ЭДШ:
| Год        | 1979 | 1980 | 1981 | 1982 | 1983 |
| Командиров | 85   | 104  | 166  | 175  | 221  |

В обязанности командира входил набор отряда, руководство и контроль, деловое общение с работодателем. Обязанностью комиссара была политико-воспитательная работа. Вместе с тем, жизнь ЭДШ шла в относительно либеральной атмосфере, и работа в дружине стала достаточно популярной.
Региональные командиры, комиссар дружины, заведующий хозяйством, командир мальчишеских отрядов и командир дружины составляли Центральный штаб ЭДШ. В штатном составе Центрального штаба ЭДШ кроме командира работали ещё 8 мужчин, секретарь, машинистка, бухгалтер и водитель. Второй эшелон составляли региональные штабы (например, Харьюский, Раквереский, Выруский), интернациональный штаб организовывал обмен отрядами между союзными республиками, ГДР и Венгрией. Центральный штаб ЭДШ работал круглогодично, региональные — сезонно.
В Центральном штабе ЭДШ было 4 службы, в штате каждой — по двое мужчин:
- штабная служба (комплектация дружины, организаторская работа);
- комиссарская служба (крупные мероприятия, воспитательная работа);
- производственная служба (договорные партнёры, техника безопасности);
- управление делами (форменная одежда, хозяйственные вопросы)[8].

Одним из самых видных руководителей дружины был Калле Кескюла (Kalle Kesküla): в 1976—1980 годах он работал комиссаром ЭДШ, в 1980—1984 годах — командиром ЭДШ.
В обязанности региональных штабов входила организация и проведение пропаганды деятельности ЭДШ, проведение региональных слётов, составление отчётности и её представление районному комитету комсомола, отражение деятельности дружинников посредством районных газет, решение текущих вопросов и содействие в работе командиров региональных отрядов.
С 1972 года ежегодно составлялись инструкции по проведению социалистического соревнования между отрядами ЭДШ.

## Развитие
Идея объединения отдыха и труда школьников появилась не за одну ночь. Трудовое воспитание школьников, а особенно — городских, волновало как руководителей образовательной жизни, так и всех людей, которые думали о будущем молодёжи.
В 1967 году насчитывалось 278 членов дружины, работало 7 отрядов. В 1971 году в 64 отрядах работали 1943 школьника; отрядами руководили 86 командиров: 60 студентов, 9 учителей из Эстонии и 2 учителя из других республик, 10 работников милиции, 1 преподаватель и 4 представителя других профессий (тренеры, служащие). В родительский совет и центральный штаб входило 18 человек. В колхозах и совхозах случались проблемы с организацией работы, из-за чего 14 отрядов провели забастовки; в основном, однако, проблемы касались питания.
В ЭДШ были также мальчишеские отряды, сформированные из детей, состоявших на учёте в детских комнатах милиции и в комиссиях по делам несовершеннолетних за хулиганство, кражи и другие преступления. Первый отряд из трудновоспитуемых парней был создан в 1968 году. В 1971 году из 176 отрядов ЭДШ было 9 таких отрядов, и в них насчитывалось 232 мальчика. Результаты этих отрядов улучшались год от года: если в 1972 году процент выполнения дневной нормы в них составлял 153 и средняя оценка качества работы 4,46 по 5-балльной системе, что в 1973 году эти показатели соответственно составляли 157,9 % и 4,53, а в 1974 году — 172,2 % и 4,65.
В 1978 году было уже 11 728 дружинников, работало 420 отрядов. В 1980 году форму ЭДШ носили 15 370 человек, в том числе 1000 взрослых командиров. В 1983 году число дружинников превысило 20 000.
На волне популярности ЭДШ в 1970-х годах стали организовывать лагеря труда и отдыха для 6–12-летних детей (ЛТО), молодёжные лагеря для 13–14-летних (МЛ) и молодёжные отряды для 15-летних (МО). В 1978 году в состав ЭДШ входили 167 отрядов ЛТО, 61 МЛ и 21 МО-отряд. В том же году действовало 171 основных отряда ЭДШ (16-летние и старше), средняя численность отряда составляла 25–30 человек.
Численность участников ЭДШ*:
| Год        | 1965 | 1967 | 1971    | 1974  | 1978   | 1979   | 1980   | 1981   | 1985   |
| Участников | 68   | 278  | 1 943** | 2 375 | 11 728 | 13 131 | 14 437 | 16 561 | 25 260 |

*В том числе отряды ЛТО.

**Из них 50 школьников из Белоруссии и Латвии.
За период 1967–1982 годов около 70 тысяч школьников отработали более 2 миллионов рабочих дней.
В 1988 году, в период т.н. Поющей революции, число участников ЭДШ существенно снизилось.
Дружина школьников воспитала немало руководящих кадров Эстонии. Это были будущие премьер-министры Эдгар Сависаар, Индрек Тооме, Март Сийманн, Андрус Ансип, будущие министры внутренних дел Олев Лаанъярв и Айн Сеппик.
Эдгар Сависаар, бывший комиссаром ЭДШ в 1977—1979 годах, является одним из зачинателей песенного конкурса между отрядами ЭДШ.

## Устав
Выдержки из Устава ЭДШ:
- «Участником ЭДШ может стать любой школьник, который признаёт Устав ЭДШ, хорошо себя ведёт и хорошо учится, желает своим трудом внести вклад в выполнение задач, стоящих перед народным хозяйством, принимает участие в работе одного лагеря или отряда».
- «Участник ЭДШ чистоплотный, он не курит и не употребляет алкогольные напитки».

## Работа
В 1969 году было принято, что работа дружинников проводится только летом, а её продолжительность составляет 6 недель. В тот год были заключены договоры с 17 хозяйствами. Члены школьной дружины занимались прополкой, заготовкой сена, вырубкой кустарников, убирали камни с полей, были заняты  в работах по улучшению земель и пр. В 1971 году основными видами работ была заготовка сена, уход за кормовыми культурами, сбор раннего урожая, осветительная рубка леса, помощь в садоводствах, ремонт дренажных канав и др. Не всем отрядам находилась работа в сельском хозяйстве, и тогда школьники работали в городе, а на ночь возвращались домой.
В 1970 году первые отряды ЭДШ выехали на работу в Латвийскую и Литовскую ССР, и с этого началась традиция обмена школьными отрядами.
В 1971 году, согласно постановлению правительства, за каждый отработанный день участник дружины получал 40 копеек.
В 1979 году в ЭДШ было 490 отрядов, и в них трудились 7792 младших дружинников (11–14-летние) и 5339 дружинников (15–18-летние). Эстонцев насчитывалось 11 716, русских — 1295, представителей других национальностей — 120. Из 490 отрядов 8 работали за пределами Эстонской ССР, а в Эстонии трудились 9 отрядов из союзных республик. Затем отряды стали формироваться из школьников не младше 15 лет, а рекомендуемая продолжительность рабочего периода составила 7 недель.
В 1980 году ЭДШ насчитывала 15 370 участников, из них тысячу взрослых командиров.
Численность участников ЭДШ:
| Год     | 1967 | 1976  | 1978     | 1980     | 1985     |
| ------- | ---- | ----- | -------- | -------- | -------- |
| Человек | 278  | ↗ 907 | ↗ 12 463 | ↗ 15 370 | ↗ 27 000 |

В 1980-е годы самая высокая заработная плата участников дружины за полный рабочий период составляла 400—500 рублей, большинство дружинников за полтора месяца работы получали 200—300 рублей, в отрядах ЛТО зарплата за сезон составляла 30—50 рублей.
Средняя дневная заработная плата участника ЭДШ:
| Год    | 1967 | 1978 | 1980 |
| ------ | ---- | ---- | ---- |
| Рублей | 2,90 | 5,12 | 5,53 |

Были отдельные проблемы с условиями проживания дружинников, с соблюдением дисциплины в отрядах. Хозяйствам ставили в упрёк, что они не могли обеспечить дружинников работой в дождливые дни. В некоторых отрядах продолжительность рабочего дня иногда превышала установленную законом, которая для 16–17-летних при пятидневной рабочей неделе составляла 7 часов. В 1980 году из-за грубого нарушения техники безопасности в ДТП погиб один и пострадали два школьника, один дружинник получил ранение при несчастном случае во время работы. За отсутствие на работе и другие нарушения установленного порядка в течение лета из дружины были исключены 32 школьника. Три отряда были распущены, из них один — за игнорирование работы, второй — из-за неспособности хозяйства предоставить работу и третий — из-за конфликта с хозяйством. В 1982 году за нарушение Устава ЭДШ из дружины были исключены 25 школьников.
В 1982 году отряд ЭДШ работал в Шверине (ГДР), в 1984 году — в Сольноке (Венгрия). В период зимних каникул 1983 года в Таллине и Пярну начали работу первые зимние отряды ЭДШ.
За двадцать лет деятельности ЭДШ через неё прошло почти 150 000 школьников, которыми руководили 7000 командиров.

## Досуг
Среди форм проведения досуга школьников основное место занимали спортивные мероприятия (игры с мячом и др.), художественная самодеятельность (сочинение песен, постановка танцевальных номеров и коротких пьес и пр.) и экскурсии. На ежегодных слётах отрядов ЭДШ проводились спортивные соревнования и конкурсы исполнительного мастерства. 
В первые годы существования дружины на ежегодные слёты приглашались все отряды. В 1971 году в деревне Конувере состоялся самый большой слёт ЭДШ с числом участников 2000.
В 1972 году были введены региональные социалистические трудовые соревнования, и на финальные сборы стали приглашаться только лучшие отряды. В 1982 году в слёте участвовало по одному отряду от каждого региона.
С 1977 года между отрядами ЭДШ стали проводиться ежегодные песенные соревнования.
В 1982 году на танцевальном празднике школьников была исполнена постановка «Танец школьной дружины» (эст. Õpilasmaleva tants). В различных конкурсах и эстафетах не были определены призовые места, так как победила «дружба между советскими народами».

## История двуязычия в дружине
До 1982 года отряды ЭДШ формировались отдельно для эстоноговорящих и русскоговорящих детей. Своим решением от 22 июня 1982 года Секретариат ЦК КП Эстонии потребовал создавать смешанные отряды из школьников разных национальностей, а также двуязычия на мероприятиях дружины. Если в 1981 году было 6 смешанных отрядов и лагерей, то в 1987 году их стало 46. Удельный вес неэстонцев в дружине в целом вырос с 23,5 % в 1979 году до 40,6 % в 1986 году. 
Однако двуязычие приветствовалось не всеми. Когда на республиканском слёте ЭДШ отряд «Парус» Таллинской 53-й средней школы в смотре художественной самодеятельности представил свой номер на русском языке, эстонцы, а их было подавляющее большинство, выступавших освистали.
Эстонцы противились установлению общесоюзного порядка внешкольной жизни, который, по их мнению, имел целью создать «домашнюю среду» для неэстонцев и ассимилировать эстонскую молодёжь в «единую советскую нацию». Ещё в 1980 году ученики старших классов эстонских школ устраивали так называемые «Вечера Гречкиной» и выходили на улицы, чтобы выразить протест против двуязычия, видя в этом давление на эстонский язык и культуру. Кульминацией противостояния стало 1 октября 1980 года, когда на Ратушной площади Таллина были арестованы 138 старшеклассников. В ЦК КП Эстонии заявили, что школьников вызвали на улицы по информационным каналам ЭДШ. 3 октября в кабинет командира штаба дружины Калле Кескюла пришёл офицер КГБ с требованием предоставить списки участников дружины. Их анализ показал, что удельный вес участников дружины в общем числе арестованных и удельный вес дружинников в общей численности учащихся средних школ были практически одинаковыми.
Чтобы продемонстрировать следование решению партии о двуязычии, центральный штаб ЭДШ пошёл на хитрость: на работу были приняты бухгалтер по имени Лариса и водители Николай и Илья; очень «удачным» также оказалось в этом смысле наличие руководящих работников-эстонцев с иноязычными фамилиями (Удо Зибульский, Ханнес Данилов и Галина Соколова), затем в члены центрального штаба был принят Сергей Марков.

## Кинохроника
На киностудии «Ээсти телефильм» (Eesti Telefilm) были сняты два фильма об ЭДШ:
- 1976 год — «Viies veerand» / «Пятая четверть». О трудовом лете отряда ЭДШ «Мартна», командир Рейн Сикк (Rein Sikk); режиссёр фильма Харри Карро (Harry Karro)  (эст.)[16];
- 1985 год — «Viienda veerandi laulud» / «Песни пятой четверти». Музыкальный фильм. Обзор песен, представленных на слёте ЭДШ в 1985 году; режиссёр Кайдо Куузик (Kaido Kuusik)[17].

В документальном фильме-рапорте 1982 года «Täiskäigul»(«На полном ходу») о деятельности комсомольских организаций жизни между XVIII и XIX съездами ВЛКСМ в числе прочего также рассказывается об ЭДШ.
Киностудия «Таллинфильм» посвятила ЭДШ несколько сюжетов в кинообзорах «Советская Эстония»:
- 1973 год — «Eesti Õpilasmaleva kokkutulek» / «Слёт Эстонской дружины школьников»[19];
- 1981 год — «EÕM-i traktoristide rühm Laatre sovhoosis» / «Отряд трактористов ЭДШ в совхозе “Лаатре”»[20];
- 1982 год ― «Eesti Õpilasmaleva Emmaste rühm» / «Отряд Эммасте Эстонской дружины школьников»[21].

## Окончание деятельности
После выхода Эстонии из состава СССР деятельность ЭДШ была прекращена, так как за распадом Советского Союза последовала ликвидация крупнейших работодателей — совхозов и колхозов. С изменением форм собственности на средства производства и землевладения к школьной дружине пропал интерес. В разных уездах страны отряды ЭДШ в разное время завершили свою деятельность. Исключением был уезд Пярнумаа, где школьные дружины продолжили работу в летний период. 1992 год стал годом окончательного распада ЭДШ.

## Школьные дружины в Эстонской республике
В начале 2000-х годов, после десятилетней паузы, в Эстонии вновь стали образовываться школьные дружины. Их главным отличием от дружин советского времени было отсутствие централизованного руководства.
В 2001 году муниципалитет Таллин стал распределять проектные пособия для создания отрядов дружины школьников.
Первое трудовое лето школьных дружин прошло в 2003 году. 15 декабря 2004 года 20 местных самоуправлений Эстонии подписали в Таллинской ратуше протокол о единых намерениях, который является основой для воссоздания школьной дружины на государственном уровне. Одновременно был создан Совет руководителей дружин (Malevajuhtide nõukogu), в котором представлены все уезды.
В 2005 году в организованных местными самоуправлениями отрядах получили работу более 4000 школьников, часовая оплата начиналась с 13 крон, самая большая зарплата составила более 5000 крон.
В феврале 2006 года были проведены различные мероприятия, посвящённые 40-летию ЭДШ: выставки, спортивные соревнования, демонстрация кинохроники, песенное соревнование и встреча бывших участников дружины.
В 2007 году участники школьной дружины в Ридала получали за час работы установленный в Эстонии минимум — 21,50 крон в час, средняя зарплата за 4-часовой рабочий день составляла 86 крон.
В настоящее время организаторы школьных отрядов в большинстве своём связаны с каким-либо волостным или городским самоуправлением. Исключением является недоходная организация «Дружина школьников Пярнумаа» (MTÜ Pärnumaa Õpilasmalev), которая координирует работу школьных отрядов по всему уезду. Сеть организаторов школьных дружин покрывает всю Эстонию, но они очень разнородны и обладают разными возможностями. В самоуправлениях вопросами школьных дружин занимаются или специалисты по молодёжной работе (например, город Маарду, волость Виймси), или местный молодёжный центр (например, Молодёжный центр волости Кийли (Kiili Valla Noortekeskus), Молодёжный центр «Анне» (Anne Noortekeskus)) или недоходная организация, оказывающая публичные услуги (например, Выруский молодёжный центр (MTÜ Võru Noortekeskus)).
В волости Кохила первое трудовое лето школьной дружины прошло в 2016 году, и эту традицию собираются продолжить.
По состоянию на 2019 год в стране были две организации, которые занимались только школьными дружинами: основанное в 2003 году Целевое учреждение SA Õpilasmalev в Таллине и Pärnumaa Õpilasmalev в Пярну, и только у первой имелся круглогодично работающий штаб.
В некоторой степени координацией работы школьных дружин занимаются и на государственном уровне. Подразделение Министерства образования и науки — Эстонский центр работы с молодёжью (Eesti Noorsootöö Keskus (ENTK)) — курирует совместный проект «Молодёжные дружины» ("Noortemalevad"), через который финансово поддерживаются организаторы дружин, и осуществляет за ними контроль. При ENTK также действует Совет молодёжных дружин (Noortemalevate Nõukoda), куда входят самые крупные организаторы дружин и представители от ENTK. Но юридически организации «Эстонская дружина школьников» в настоящее время не существует; под ЭДШ понимается слабо связанная федерация организаторов школьных дружин, поэтому в ней отсутствуют однозначный и признанный представитель школьных дружин и единое понимание сути, значения и будущего дружины. Однако большинство организаторов дружин используют единую символику (годовые эмблемы, куртки). Самые активные организаторы дружин принимают участие в проходящем в августе республиканском слёте ЭДШ.
Летом 2013 года в таллинской дружине школьников насчитывалось 820 участников. Столичная молодёжь работала в 23 внегородских и 23 внутригородских отрядах, в их числе был также один студенческий отряд. Крупнейшим работодателем в тот год было акционерное общество Statoil Fuel & Retail Eesti AS, на автозаправках которого трудились 84 дружинника. В большинстве своём участники дружины занимаются работами по городскому благоустройству, но, например, ребята из отряда Тыстамаа с 2008 года работают гидами, знакомящими туристов с местной историей и мызой.
Летом 2018 года в эстонской дружине школьников насчитывалось около 4500 участников. Продолжительность рабочего дня составляла в городе 4–5 часов и на селе — 5 часов в день.
4 мая 2021 года началась очередная регистрация кандидатов в Дружину школьников. Как сказал председатель совета Целевого учреждения SA Õpilasmalev Тийт Терик (Tiit Terik), участие в работе дружины поможет молодёжи ликвидировать недостаток общения, вызванный эпидемией коронавирусной инфекции COVID-19. В прошлые годы участники дружины выполняли работы по уборке и благоустройству территорий, небольшие работы при строительстве и сносе зданий, собирали клубнику, продавали мороженое на пляжах.

## Галерея
- Эмблемы разных отрядов и медаль ЭДШ
- Пряжка форменного ремня участника ЭДШ
- Председатель и парторг колхоза «Suurejõe» награждают командира отряда «Парус» Павла Титова за хорошую работу отряда, 1984 год
- Участники отряда «Парус», часы отдыха (1984 год)

- ЭДШ, сцены из ежедневной жизни Фотоальбом на фотохостинге Flickr